# افشاگری‌های جاسوسی گسترده (۲۰۱۳–تاکنون)
رسوایی افشای جاسوسی گسترده سال ۲۰۱۳ رخدادهایی است که از ژوئن ۲۰۱۳ و پس از آنکه ادوارد اسنودن یک پیمانکار پیشین آژانس امنیت ملی ایالات متحده آمریکا، اسناد محرمانه‌ای این سازمان را منتشر کرد آغاز شده‌است. این اسناد نشان‌دهنده جزئیات چگونگی تلاش گسترده ایالات متحده آمریکا و بریتانیا با همکاری کانادا، استرالیا و نیوزیلند که مجموعه این ۵ کشور را «فایو آیز» می‌گویند) برای نظارت و جاسوسی گسترده، به ویژه از طریق اینترنت است. برخی از اسناد منتشر شده نشان می‌دهد اطلاعات مخابره شده مردم در مقیاسی بسیار وسیع‌تر از آنچه پیش‌تر تصور می‌شد رهگیری و شنود می‌شود. باراک اوباما مستقیماً در جریان برخی از داده‌های جمع‌آوری شده، مانند داده‌های پروژه ایکس‌کی‌اسکور بوده‌است.
بر اساس اسناد طبقه‌بندی شده ارائه شده توسط ادوارد اسنودن در رسانه‌ها، فعالیت‌های جاسوسی ایالات متحده آمریکا و بریتانیا نه تنها در مورد کشورهای غیر دوست انجام می‌شود بلکه در برابر شهروندان خود این کشورها و نیز متحدان ایالات متحده مانند کشورهای عضو ناتو و کشورهای اتحادیه اروپا صورت می‌گیرد. پس از آن، اطلاعاتی در رسانه‌های دیگر مبتنی بر فعالیت‌های مشابه توسط کشورهای دیگر مانند فرانسه و آلمان گزارش شد.

## پیش از افشاگری اسنودن
در ۱۵ مارس ۲۰۱۲ مجله آمریکایی وایرد مقاله‌ای با عنوان «آژانس امنیت ملی در حال ساخت بزرگترین مرکز جاسوسی دنیاست (مراقب آنچه می‌گویید باشید)» منتشر کرد. که بعدها توسط نماینده مجلس آمریکا هنک جانسون در طی یک شنود دادرسی کنگره مطرح شد. در پاسخ به سؤال جانسون، رئیس آژانس امنیت ملی ژنرال کیث بی آلکساندر سوگند خورد که این ادعاهای مجله وایرد خلاف واقع است. او جداگانه شهادت داد که آژانس امنیت ملی به‌طور روزمره هیچ‌یک از ایمیل‌ها، مکالمات تلفنی، پیام‌های متنی، جستجوهای گوگل، خریدهای اینترنتی و سوابق بانکی هیج یک از شهروندان آمریکایی را شنود نمی‌کند.

## خلاصه‌ای از شنودهای سازمان امنیت ملی آمریکا
در ۶ ژوئن ۲۰۱۳ روزنامه گاردین شروع به انتشار یک سری اطلاعات افشا شده توسط یک افشاگر نامعلوم آمریکایی کرد، که چند روز بعد مشخص شد که یک تحلیل‌گر پیشین سازمان سیا و آژانس امنیت ملی به نام ادوارد اسنودن بوده‌است. اسنودن یک مخزن اسناد را به دو روزنامه‌نگار داد، که شامل حدود ۲۰ هزار سند و مدرک بود، که برخی از این اسناد بسیار بزرگ و مفصل بوده و برخی کوچک بوده‌اند.
در بیش از ۲ ماه انتشار این اسناد، مشخص شد که آژانس امنیت ملی شبکه‌ای از برنامه‌های جاسوسی پیچیده را دایر کرده‌است، که به کمک آن می‌تواند مکالمات تلفنی و اینترنتی بیش از یک میلیارد کاربر را در کشورهای مختلف دنیا شنود کند. افشاگری‌هایی جداگانه‌ای در مورد ایران، چین، اتحادیه اروپا، آمریکای لاتین، پاکستان، استرالیا و نیوزیلند صورت گرفته‌است. البته مستندات فاش می‌سازند که بسیاری از برنامه‌های جاسوسی اطلاعات را مستقیماً از سِروِرهای مرکزی و ستون فقرات‌های اینترنت جمع‌آوری می‌کرده‌اند که همواره اطلاعاتی از کشورهای مختلف را حمل می‌کنند و مسیریابی می‌نمایند.
به خاطر شنود از طریق سرورهای مرکزی و ستون فقرات‌های اینترنت، بسیاری از برنامه‌های جاسوسی آژانس امنیت ملی همپوشانی دارند و به هم مربوط هستند. این برنامه‌ها معمولاً به کمک نهادهای آمریکایی مانند وزارت دادگستری ایالات متحده آمریکا و اف‌بی‌آی انجام شده‌اند. علاوه بر این، بسیاری از برنامه‌های آژانس امنیت ملی با کمک مستقیم سرویس‌های جاسوسی داخلی و خارجی مانند سازمان‌های جاسوسی بریتانیا و استرالیا و همچنین شرکت‌های خصوصی بزرگ مخابراتی و اینترنتی مانند ورایزن کامیونیکیشنز، تلسترا، گوگل و فیس‌بوک انجام گرفته‌است.

## دلایل جاسوسی
این برنامه‌های جاسوسی، غیر از مبارزه با تروریسم، برای ارزیابی سیاست خارجی و ثبات اقتصادی دیگر کشورها و نیز جمع‌آوری «اسرار تجاری» صورت گرفته‌است.
یک خبرنگار در مجلس برزیل شهادت داد که حکومت آمریکا از مسئله مبارزه با تروریسم به عنوان دستاویزی برای جاسوسی‌های پنهان و نامشروع خود استفاده می‌کند تا با دیگر کشورها در زمینه‌های تجاری، صنعتی و اقتصادی رقابت نماید.
مدیر پیشین آژانس امنیت ملی مایکل هیدن در یک مصاحبه با اشپیگل که در ۱۲ اوت ۲۰۱۳ منتشر شد، اعلام کرد که «ما (آژانس امنیت ملی) مطالب محرمانه و سری را می‌دزدیم. ما در این زمینه تبحر داریم و از همه پیش‌تریم.» البته هیدن اضافه کرد: «ما مطالب را می‌دزدیم تا امنیت مردم آمریکا را فراهم کنیم، نه این‌که مردم آمریکا را ثروتمند کنیم.»
بر اساس اسناد دیده شده توسط رویترز این «اسرار» متعاقباً به مراجع قانونی در سراسر کشور آمریکا داده می‌شوند تا تحقیق، رسیدگی و بازجویی‌های جنایی و کیفری در آمریکا انجام شود. پس از آن، از مأموران فدرال خواسته می‌شود تا محاکمات بازجویی را «بازسازی» کنند تا مأخذ اطلاعات را پنهان کنند.

## افراد، سازمان‌ها و کشورهای مورد جاسوسی

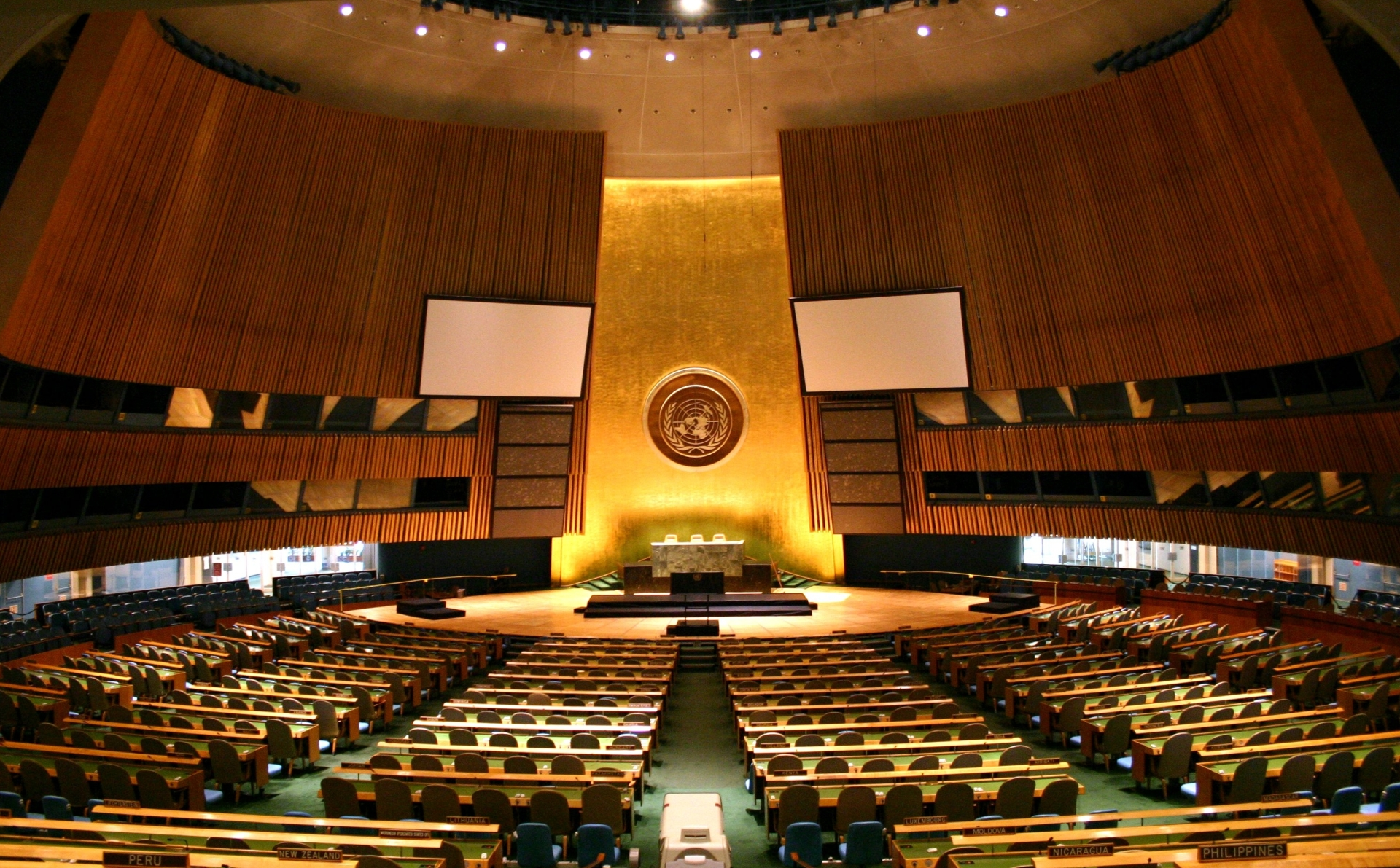
مجمع عمومی سازمان ملل مرتباً توسط کارکنان مخفی آژانس امنیت ملی که خود را شبیه دیپلمات‌ها درمی‌آورند تحت نظر قرار می‌گیرد.

آژانس امنیّت ملّی آمریکا «اولویت‌های اطلاعاتی-جاسوسی» را دارای پنج درجه می‌داند: از ۱ (بیشترین اهمیت) تا ۵ (کمترین اهمیت). همچنین ۳۰ کشور را در رده «شخص ثالث» قرار می‌دهد که با آن‌ها همکاری می‌کند؛ البته نسبت به آن‌ها جاسوسی هم می‌نماید:
- اولویت ۱: کشورهای ایران، چین، روسیه، پاکستان و افغانستان دارای اولویت بالا در فهرست اِن. اِس. اِی هستند.[۹]
- اولویت ۲: آلمان در میانه اولویت‌ها در جایگاه کشورهایی مانند فرانسه و ژاپن و بالاتر از ایتالیا و اسپانیا قرار می‌گیرد.[۹]
- اولویت ۳: سیاست خارجی آلمان، ثبات اقتصادی و عوامل تهدیدکننده نظام اقتصادی کنونی دارای اهمیت ۳ است.[۹]
- اولویت ۴: تجاری اسلحه، فناوری‌های نو، سلاح‌های متعارف پیشرفته و تجارت بین‌الملل[۹]
- اولویت ۵: فعالیت‌های ضد جاسوسی و ریسک حمله سایبری (به خصوص از آلمان) تهدیدات مهمی نیستند[۹]

غیرمرتبط: آمریکا اعلام کرده که از نگاه اطلاعاتی-جاسوسی، کشورهایی مانند کامبوج، لائوس و نپال و بسیاری از کشورهای اروپایی مانند فنلاند، دانمارک، کرواسی و جمهوری چک با اهدافش غیرمرتبط هستند.
- کشورهای فایو آیز: استرالیا، کانادا، نیوزیلند، بریتانیا و آمریکا پنج دارای توافق‌نامه اطلاعاتی از زمان جنگ جهانی دوم با یکدیگر همکار هستند.[۹] این توافقات اعضای آن را از جاسوسی نسبت به یکدیگر بازمی‌دارد. البته تخطی‌هایی از این موافقت‌نامه رخ داده‌است.[۱۶]

دیگر اهداف جاسوسی، اعضا و حامیان گروه اینترنتی ناشناس و نیز افشاگران بالقوه هستند. به گفته ادوارد اسنودن، خبرنگارانی که منتقد سیاست‌های آمریکا هستند هم پس از ۱۱ سپتامبر ۲۰۰۱ از اهداف جاسوسی‌های آژانس امنیت ملی بوده‌اند.
اسناد ارائه شده توسط ادوارد اسنودن افشا کرد که سازمان‌های فراحکومتی زیر از اهداف جاسوسی آژانس امنیت ملی بوده‌اند:
| سازمان          | اهداف                                                  | روش‌ها |
| --------------- | ------------------------------------------------------ | --- |
| اتحادیه اروپا   | «شورای اتحادیه اروپا» در بروکسل                        | - نصب دستگاه‌های شنود مخفی - هک کردن و نفوذ در شبکه‌های خصوصی مجازی(VPN) - شبیه‌سازی (کپی کردن) دیسک سخت(Disk cloning) |
| اتحادیه اروپا   | «نمایندگی اتحادیه اروپا در سازمان ملل» در نیویورک      | - نصب دستگاه‌های شنود مخفی - هک کردن و نفوذ در شبکه‌های خصوصی مجازی(VPN) - شبیه‌سازی (کپی کردن) دیسک سخت(Disk cloning) |
| اتحادیه اروپا   | «نمایندگی اتحادیه اروپا در آمریکا» در واشینگتن، دی.سی. | - نصب دستگاه‌های شنود مخفی - هک کردن و نفوذ در شبکه‌های خصوصی مجازی(VPN) - شبیه‌سازی (کپی کردن) دیسک سخت(Disk cloning) |
| سازمان ملل متحد | «مقر سازمان ملل متحد» در نیویورک                       | - هک کردن ارتباطات رمزگذاری‌شده - نفوذ به ویدئو کنفرانس‌های داخلی که این‌ها ناقض معاهدات آمریکا با سازمان‌های جهانی است |
| سازمان ملل متحد | آژانس بین‌المللی انرژی اتمی در وین                      | - هک کردن ارتباطات رمزگذاری‌شده - نفوذ به ویدئو کنفرانس‌های داخلی که این‌ها ناقض معاهدات آمریکا با سازمان‌های جهانی است |

همچنین آژانس امنیت ملی به عنوان بخشی از عملیات مشترک با سازمان سیا پایگاه‌های استراق‌سمع و شنود در سفارت‌خانه‌ها و کنسول‌گری‌های آمریکا در ۸۰ کشور ایجاد کرده‌است. قرارگاه‌های ناتو هم توسط متخصصان آژانس امنیت ملی برای جاسوسی دربارهٔ اتحادیه اروپا به کار گرفته شده‌است.

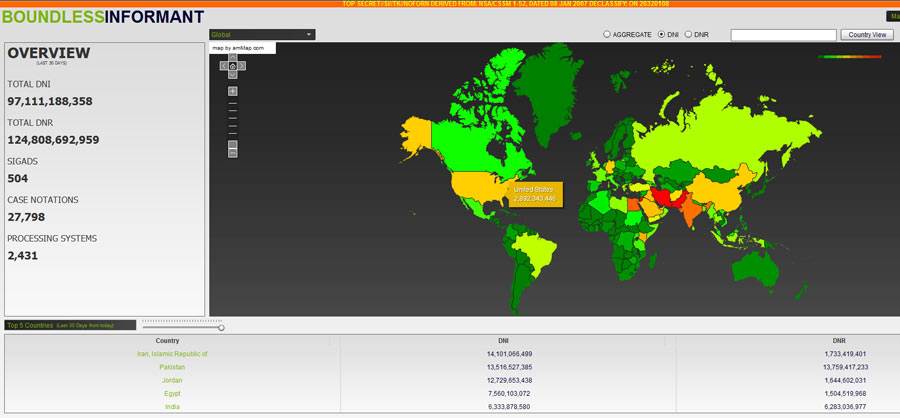
نقشه جمع‌آوری داده‌های جهانی آژانس امنیت ملی ایالات متحده آمریکا

### ایران
- طبق اطلاعات گاردین، ایران کشوری است که بیشترین مقدار اطلاعات از آن جمع‌آوری شده‌است. به‌طوری‌که در پروژه خبرچین بیکران تنها در ماه مارس ۲۰۱۳ تعداد ۱۴ میلیارد گزارش از ایران جمع‌آوری شده‌است.[۲۲]
- ادوارد اسنودن در مصاحبه‌ای تصریح کرد که آژانس امنیت ملی و اسرائیل به کمک یکدیگر بدافزار استاکس‌نت را برای ضربه زدن به تأسیسات هسته‌ای ایران و جاسوسی از آن تولید کرده‌اند.[۲۳][۲۴]
- تأسیسات هسته‌ای ایران که در تصاویر ماهواره‌ای دیده نمی‌شود به کمک روش‌های جاسوسی جدید تحت نظر بوده‌اند.[۲۵]

## کشورهای جاسوس
علاوه بر آژانس امنیت ملی و ستاد ارتباطات دولت سازمان‌های دیگر کشورهای به نام «فایو آیز» (یعنی فرماندهی اطلاعات نیروهای کانادا، اداره سیگنال‌های استرالیا و اداره امنیت ارتباطات دولتی نیوزیلند) هم بر اساس معاهده یاری متقابل در جاسوسی که در سال ۲۰۱۰ بسته شد، در این جاسوسی‌ها و شنودهای گسترده دخیل بوده‌اند. بجز این کشورها اداره اطلاعات فدرال آلمان و وزارت دفاع سنگاپور (مستعمره پیشین بریتانیا در منطقه آسیا-اقیانوسیه) هم در این شنودها همکاری داشته‌اند.

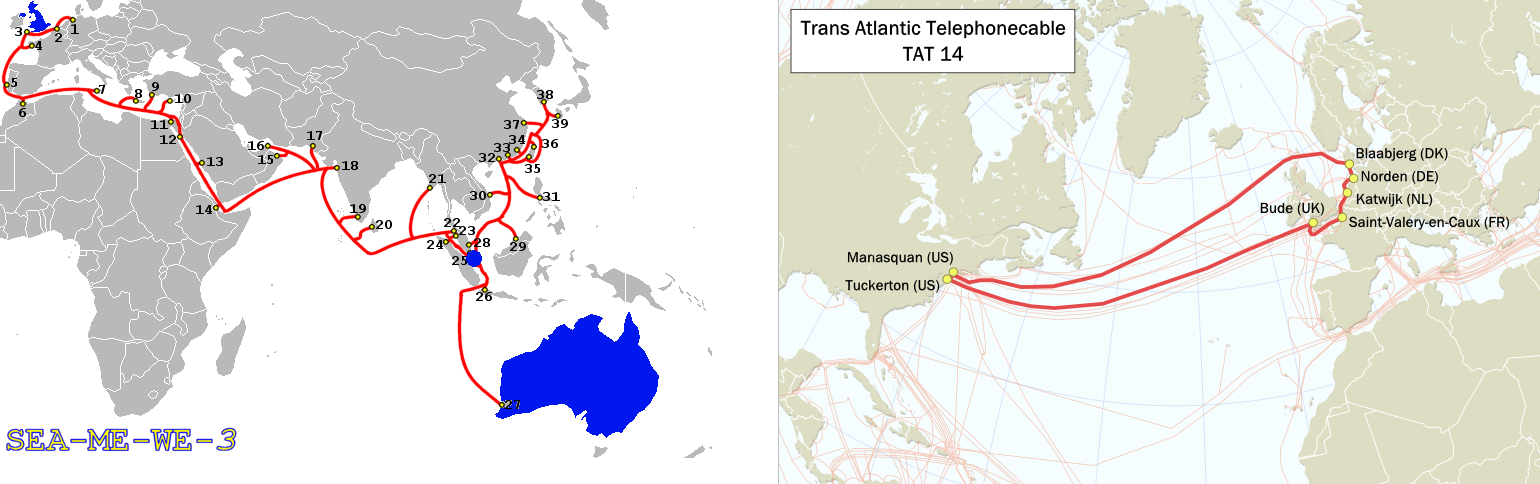
بر اساس اسناد فوق سری فاش شده توسط ادوارد اسنودن، کشورهای فایو آیز به بیشتر ارتباطات اینترنتی و تلفنیِ جاری در کلّ اروپا، آمریکا و دیگر قسمت‌های دنیا دسترسی دارند.
تصویر چپ: مسیر SEA-ME-WE-3 که در آفرو–اوراسیا است از ژاپن تا شمال آلمان امتداد دارد و آسیا و خاورمیانه و اروپا را به هم متصل می‌نماید، یکی از مهم‌ترین کابل‌های ارتباطی زیردریایی مورد جاسوسی توسط فایو آیز است. سنگاپور (نقطه آبی در تصویر) نقش حیاتی در شنود ترافیک مخابراتی و اینترنتی از استرالیا/ژاپن به اروپا و برعکس دارد.
تصویر راست: خط TAT-14، کابل ارتباطی بین اروپا و ایالات متحده آمریکا، یکی از زیرساخت‌های حیاتی و منابع کلیدی آمریکا در سرزمین‌های بیگانه است. در سال ۲۰۱۳ فاش شد که مقامات رسمی بریتانیا به تعدادی از شرکت‌های مخابراتی و اینترنتی فشار وارد می‌کرده‌اند تا به این کشور اجازه دسترسی به TAT-14 داده شود.

گذشته از فایو آیز، بیشتر کشورهای اروپای غربی هم در سیستم شنود آژانس امنیت ملی مشارکت دارند و اطلاعات را با هم به اشتراک می‌گذارند. البته شریک آژانس امنیت ملی شدن لزوماً یک کشور را از هدف قرار گرفتن توسط آژانس امنیت ملی معاف نمی‌دارد. بر اساس اسناد داخلی آژانس امنیت ملی که توسط اسنودن فاش شده‌است، «ما (آژانس امنیت ملی) می‌توانیم سیگنال‌های بیشتر شرکای خارجی را هدف قرار دهیم و معمولاً این کار را انجام می‌دهیم.». البته فقط کشورهای فایو آیز از جاسوسی‌ها مصون بوده‌اند.

## برنامه‌های جمع‌آوری و تحلیل، یا سخت‌افزارها
- خبرچین بیکران: برنامه‌ای رایانه‌ای که جمع‌آوری فیزیکی داده‌ها را انجام می‌دهد.[۳۰]
- دراپ‌مایر: برنامه‌ای که به‌طور ویژه سفارت‌خانه‌ها و دیپلمات‌های خارجی را هدف قرار می‌دهد.
- پریزم (منشور): برنامه‌ای برای همدستی بین آژانس امنیت ملی و شرکت‌های اینترنتی، که به وسیله آن شرکت‌ها به آژانس امنیت ملی اجازه می‌دهند به سرورهایشان دسترسی ایجاد شود.[۳۱]
- ایکس‌کی‌اسکور: برنامه‌ای که اجازه جستجوی داده‌های جمع‌آوری شده را به روش‌های مختلف می‌دهد.[۳۲][۳۳]
- شل‌ترامپت (محافظ شیپور): یک برنامه فراداده که ارتباطات بین‌المللی را هدف قرار می‌دهد.[۳۴]
- ابزار هدف‌گیری یکپارچه: یک نرم‌افزار جلویی(frontend) گرافیکی برای جستجوی پایگاه‌های داده‌ای.[۳۳][۳۵] [۳۳][۳۵]
- لاپرز: یک سیستم نرم‌افزاری برای جاسوسی روی شبکه‌های عمومی تلفن.[۳۶]
- توربیولنس (آشفتگی): شامل قابلیت‌های جنگ مجازی مانند هدف‌گیری دشمنان با بدافزارها.
- جوگرنات (غلتک): سیستمی برای شنود شبکه‌های موبایل، شامل تلفن، فاکس و نوشته‌ها (پیامک‌ها).[۳۶]
- چالکفان (CHALKFUN)[۳۳]
- ثبت مکان بازدید (VLR): پایگاه داده‌ای که جزء سیستم تلفن همراه جی‌اس‌ام است و اطلاعاتی دربارهٔ همه موبایل‌هایی که به مرکز سوئیچ موبایلی که به آن متصلند ذخیره می‌کند.[۳۳]
- ترانس‌ایکس[۳۳]
- اسپایدر (SPYDER)[۳۳]
- رگ‌تایم: اصطلاحی برای چهار برنامه جاسوسی مختلف.[۳۳][۳۷]
- سرویس جمع‌آوری ویژه: تیم استراق‌سمع مشترک سیا و آژانس امنیت ملی متمرکز در ۸۰ سفارتخانه‌ها و کنسولگری‌های آمریکا در سراسر دنیا. به گفته اشپیگل، این کار مخالف سه پیمان‌نامه امضا شده توسط امریکاست.[۳۸]
  - استیت‌روم: شنود از سفارتخانه‌ها و کنسولگری‌ها. فوق سری.[۳۸]

### ارتباط با شرکای تجاری (شرکت‌ها)
شرکای پریزم، ای‌اوال، اپل، فیس‌بوک، گوگل، مایکروسافت، یوتیوب، پالتاک، اسکایپ، یاهو!، ورایزن کامیونیکیشنز، گروه بی‌تی، ودافون و ویاتل هستند. برای نمونه، مایکروسافت به آژانس امنیت ملی اجازه می‌دهد که رمزگذاری روی «آوتلوک دات‌کام» را دور بزند. میلیون‌ها دلار به شرکای پریزم داده شده‌است، تا هزینه‌هایشان را جبران کند.

## افشاگری‌های غیر مرتبط با اسنودن
- آژانس امنیت ملی محتویات ایمیل‌هایی که از آمریکا به کشورهای دیگر فرستاده می‌شود را جمع‌آوری می‌کند و آن‌ها را برای وجود کلماتی جستجو می‌نماید.[۴۰]
- اداره پست آمریکا همه پاکت‌ها (بسته‌ها، نامه‌ها و کارت‌پستال‌ها) را از بیرون آن‌ها اسکن می‌کند.[۴۰]
- فرانسه برنامه‌ای هم‌ارز و معادل پریزم دارد.
- دولت آلمان هشدار داده که ویندوز ۸ دارای یک درب پشتی توکار است که می‌تواند به مایکروسافت و آژانس امنیت ملی اجازه دهد به بسیاری از دستگاه‌هایی که ویندوز ۸ بر روی آن‌ها نصب شده دسترسی پیدا کنند زیرا ماژول سکوی مطمئن که در بسیاری از دستگاه‌های دارای ویندوز ۸ جاسازی شده‌است.[۴۱][۴۲]
- در مارس ۲۰۱۷ ویکی‌لیکس، هزاران سند محرمانه مربوط به جزئیات بدافزارهایی که سازمان اطلاعات مرکزی آمریکا (سیا) از آن‌ها به‌طور گسترده برای هک کردن کامپیوترها استفاده می‌کند را منتشر کرد. سازمان سیا از این «سلاح‌های سایبری» برای نفوذ به کامپیوترها، گوشی‌های هوشمند تلفن همراه، لوازم خانگی الکترونیکی از جمله تلویزیون‌های هوشمند و حتی مودم‌های اینترنت خانگی استفاده می‌کند.[۴۳]

برخی از این بدافزارها ساخته خود سازمان سیا هستند. اما در طراحی یک نرم‌افزار جاسوسی برای نفوذ به تلویزیون‌های هوشمند ساخت شرکت سامسونگ سازمان اطلاعات داخلی بریتانیا (ام‌آی۵) نیز با آمریکا همکاری داشته‌است. سازمان سیا با استفاده از این بدافزار با نفوذ به تلویزیون‌های هوشمند سامسونگ، سعی در شنود مکالماتی را داشته که افراد نزدیک تلویزیون داشته‌اند. سخنگوهای سیا و وزارت کشور بریتانیا اعلام کردند که در این زمینه اظهارنظری نمی‌کنند.
- در آوریل ۲۰۱۷، ویکی‌لیکس بخش‌هایی از جزئیات کد نرم‌افزارهای جاسوسی سایبری را که سازمان اطلاعات مرکزی آمریکا (سیا) برای پنهان کردن بدافزارهای خود استفاده می‌کرد منتشر کرد. با استفاده از این اطلاعات امکان ردیابی بدافزارهای سیا برای همه به وجود می‌آید. زیرا نشانه‌ها و ردپای کدنویسی این سازمان در اسناد اخیر فاش شده‌است. متخصصان امنیت شبکه، این افشاگری را «مخرب‌ترین افشاگری از لحاظ تکنیکی» می‌دانند. زیرا امنیت سایبری مأموریت‌های کنونی سیا ممکن است به خاطر این افشاگری‌ها مختل شوند. در افشاگری‌های پیشین، تنها توضیحاتی در مورد چگونگی جاسوسی این سازمان در فضای سایبر منتشر شده بود. سیا اعلام کرده که این افشاگری «عمیقاً مشکل‌ساز» خواهد شد. احتمالاً این افشاگری برای ایجاد اخلال مستقیم در عملیات جاری سیا و افشای مأموریت‌های پیشین این سازمان انجام شده‌است.[۴۴]

## پیامدها
در ۲۱ ژوئن ۲۰۱۳، کمی پس از نخستین افشاگری اسنودن، مدیر آژانس امنیت ملی جیمز کلپر به‌دلیل شهادت دروغ به کنگره آمریکا که قانوناً جرم است، رسماً عذرخواهی کرد. در ماه مارس ۲۰۱۳ سناتور ران وایدن از او خواست دربارهٔ ادعاهای مبنی بر شنود شهروندان آمریکا توسط آژانس امنیت ملی شفاف‌سازی کند:
در ۷ ژوئن ۲۰۱۳ باراک اوباما از برنامه شنودهای گسترده دفاع کرد و آن‌ها را مطابق قانون دانست و گفت: «بیشتر اعضای دو حزب اصلی آمریکا آن را تأیید کرده‌اند و به کنگره به‌طور مستمر از روش اجرای این شنودها آگاهی داده می‌شده‌است». او همچنین گفت «شما نمی‌توانید امنیت ۱۰۰ درصد داشته باشید و در ضمن حریم شخصی ۱۰۰ درصد هم داشته باشید و هیچ ناسازگاری و دردسری هم ایجاد نشود.»
جیمز سنسنبرنر، نماینده مجلس آمریکا گفت: «این [شنودها] بسیار بیش از چیزی است که قانون اجازه می‌دهد. ادعای اوباما که «این شفاف‌ترین مدیریت در طول تاریخ است» یک ادعای کذب است. در واقع هیچ مدیریتی در طول تاریخ تا به حال این‌قدر به‌دقت و بطور محرمانه زندگی مردم را جستجو نکرده‌است.»
نیروهای نظامی ایالات متحده آمریکا دسترسی به قسمت‌هایی از سایت گاردین را برای هزاران کارمند خود در سراسر آمریکا مسدود کرده‌است و کل سایت گاردین را برای پرسنل خود در خارج از آمریکا (در خاورمیانه، افغانستان و جنوب آسیا) مسدود نموده‌است و آن را نوعی «بهداشت شبکه‌های کامپیوتری» دانسته‌است.
تیم برنرز لی مخترع وب حکومت‌های غربی را اهل نفاق و تزویر دانست. زیرا آن‌ها بر روی اینترنت جاسوسی می‌کرده‌اند؛ ولی بقیه کشورها را به جاسوسی بر روی اینترنت متهم می‌کرده‌اند و آن‌ها را بدین خاطر سرزنش می‌نموده‌اند. او گفت که جاسوسی اینترنتی می‌تواند مردم را در استفاده از اینترنت برای مسائل خصوصی و جزئیات زندگی شخصی بی‌میل کند. او تصریح کرد که اینترنت باید از این‌که توسط دولت‌ها یا شرکت‌های بزرگ مورد پایش و شنود قرار گیرد محافظت شود.

## تلاش ناموفق دو نماینده کنگره آمریکا برای محدودسازی ان‌اس‌ای
در واکنش به اطلاعات فاش شده توسط اسنودن، جاستین اماش و جان کنیرس دو نماینده مجلس آمریکا از ایالت میشیگان، «متمم اماش-کانیرز» را برای «قانون اختیارات امنیت ملی» پیشنهاد کردند. در صورت تصویب این متمم، جمع‌آوری و ذخیره‌سازی سوابق شخصی افراد بی‌گناه و غیرمظنون را قطع می‌شد؛ ولی نمایندگان مجلس آمریکا با رأی ۲۰۵ موافق به ۲۱۷ مخالف، آن را رد کردند. یک بررسی نشان داد کسانی که به متمم رای مخالف دادند، شاهد ۱۲۲٪ افزایش در کمک‌های پیمانکاران نظامی به کمپین خود در مقایسه با کسانی بودند که به آن موافق دادند.
| List of votes on the Amash/Conyers Amendment |
| --- |
| موافقین ۲۰۵ - جاستین اماش (MI) - مارک آمودی (NV) - اسپنسر بچوس (AL) - جو بارتون (TX) - کارن بس (CA) - زاویر بکرا (CA) - کری بنتیویلیو (MI) - رب بیشاپ (UT) - دین بلک (TN) - مارشا بلکبورن (TN) - ایرل بلومنور (OR) - سوزان بونمیچی (OR) - رابرت بردی (PA) - بروس برلی (IA) - جیم بریدنستین (OK) - پال برون (GA) - ورن بوچنن (FL) - Michael Burgess (TX) - لوئیس کپس (CA) - مایک کپوانو (MA) - تونی کاردنس (CA) - آندره کارسون (IN) - مات کارترایت (PA) - بیل کسیدی (LA) - استیو چابوت (OH) - جیسون چفز (UT) - جودی چو (CA) - دیوید سیسیلین (RI) - ایوت دی. کلریک (NY) - Bill Clay (MS) - امانوئل کلیور (MS) - جیم کلیبورن (SC) - مایک کافمن (CO) - استیو کوهن (TN) - جری کنلی (VA) - جان کنیرس(MI) - Joe Courtney (CT) - کوین کرامر (ND) - جوی کراولی (NY) - الایجا کومینگ (MD) - استیو داینس (MT) - دنی دیویس (IL) - رادنی دیویس (IL) - پتر دفزیو (OR) - دیانا دی‌جت (CO) - رزا دلورو (CT) - سوزان دلبن (WA) - ران دی‌سنتیس (FL) - اسکات دس‌یارلیس (TN) - تد دویچ (FL) - جان دینگل (MI) - لوید دگت (TX) - Michael Doyle (PA) - شان دافی (WI) - Jeff Duncan (SC) - Jimmy Duncan (TN) - دونا ادواردز (MD) - کیث الیسون (MN) - انا اشو (CA) - بلیک فرنتهولد (TX) - سام فر (CA) - چکا فتاح (PA) - استفن فینچر (TN) - مایک فیتزپاتریک (PA) - چاک فلیشمنن (TN) - John Fleming (LA) - مرکیا فاج (OH) - تولسی گابارد (HA) - جان گارمندی (CA) - کری گاردنر (CO) - اسکات گرت (NJ) - Chris Gibson (NY) - لوئی گومرت (TX) - پال گوسار (AZ) - تری گاودی (SC) - تام گراوس (GA) - آلن گریسون (FL) - جن گرین (TX) - تیم گریفین (AR) - مورگان گریفیث (VA) - رائول گریوالا (AZ) - جنیک هان (CA) - رالف هال (TX) - Andy Harris (MD) - السی هستینگس (FL) - راش دی. هولت (NJ) - مایکل هوندا (CA) - تیم هولسکمپ (KS) - جراد هافمن (CA) - بیل هویزنگا (MI) - رندی هولتگرن (IL) - حکیم جفریس (NY) - لین جنکینز (KS) - Bill Johnson (OH) - Walter Jones (NC) - Jim Jordan (OH) - Bill Keating (MA) - دن کیلدی (MI) - جک کینگستون (GA) - رائول لابرادور (ID) - دوگ لامالفا (CA) - دوگ لمبرن (CO) - جان لارسن (CT) - باربارا لی (CA) - John Lewis (GA) - دیو لوبسک (IA) - زو لوفگرن (CA) - آن لونثال (CA) - میشل لوین گریشام (NM) - Ben Luján (NM) - سینتیا لومیس (WY) - Stephen Lynch (MA) - دن مافی (NY) - کارلین مالنی (NY) - کنی مارچنت (TX) - توماس مسی (KY) - دوریس ماتسوی (CA) - تام مک‌کلینتوک (CA) - بتی مک‌کلوم(MN) - جیم مک‌دورمت (WA) - Jim McGovern (MA) - پاتریک مک‌هنری (NC) - کتی مک‌موریس راجرس (WA) - Mark Meadows (NC) - جان میکا (FL) - مایک میچود (ME) - گری میلر (CA) - George Miller (CA) - گون مور (WI) - جیم موران (VA) - مارکوین مولین (OK) - میک مولوینی (SC) - جرالد ندلر (NY) - گریس ناپلیتانو (CA) - ریچارد نئال (MA) - ریک نولان (MN) - ریچ نوگنت (FL) - بت اورورک (TX) - Bill Owens (NY) - بیل پاسکارل (NJ) - اید پاستور (AZ) - Steve Pearce (NM) - اد پرلموتر (CO) - Scott Perry (PA) - تام پتری (WI) - چللی پینگری (ME) - مارک پوکان (WI) - تداپو (TX) - جرد پلیس (CO) - بیل پسی (FL) - Tom Price (GA) - تری ردل (FL) - نیک رهل (WV) - چارلز بی. رنگل (NY) - رید ریببل (WI) - تام رایس (SC) - سدریک ریچموند (LA) - Phil Roe (TN) - دانا روراباکر (CA) - دنیس راس (FL) - کیث روفوس (PA) - لوسیل رایبل-الرد (CA) - بابی راش (IL) - مات سالمون (AZ) - لیندا سانچز (CA) - لرتا سانچز (CA) - مارک سنفورد (SC) - جان سربانس (MD) - استیو اسکلیس (LA) - آدام شیف (CA) - کرت شرادر (OR) - دیوید شویکرت (AZ) - Robert Scott (VA) - جیمز سنسنبرنر (WI) - خوزه سرانو (NY) - کارول شی-پورتر (NH) - برد شرمن (CA) - Chris Smith (MO) - جیسون اسمیت (NJ) - Steve Southerland (FL) - جکی اسپیر (CA) - Chris Stewart (UT) - استیو استوکسمن (TX) - اریک اسالووال (CA) - مارک تکانو (CA) - بنی تامسون (MS) - Glenn Thompson (PA) - John Tierney (MA) - اسکات تیپتون (CO) - پال تونکو (NY) - نیکی سونگاس (MA) - فیلمون ولا (TX) - نیدیا ولازکواز (NY) - تیم والز (MN) - مکسین واترز (CA) - مل وات (NC) - هنری وکسمن (CA) - رندی وبر (TX) - پتر ولچ (VT) - Roger Williams (TX) - Joe Wilson (SC) - جان یرموث (KY) - کوین یودر (KS) - تد یوهو (FL) - دان یانگ (AK) مخالفین ۲۱۷ - رابرت ادرهولت (AL) - رادنی الکساندر (LA) - رب اندروس (NJ) - میشل باکمن (MN) - ران باربر (AZ) - Andy Barr (KY) - John Barrow (GA) - دن بنیشک (MI) - ایمی برا (CA) - گوس بلیرکیس (FL) - سنفورد بیشاپ (GA) - تیم بیشاپ (NY) - جان بینر (OH) - جو بونر (AL) - چارلز بستانی (LA) - کوین بردی (TX) - مو بروکس (AL) - سوزان بروکس (IN) - کرین براون (FL) - جولیا برونلی (CA) - لری بوکشن (IN) - George Butterfield (NC) - کن کلورت (CA) - دیو کمپ (MI) - اریک کنتر (VA) - شلی مور کاپیتو (WV) - John Carney (DE) - جان کارتر (TX) - کتی کستر (FL) - جوکوین کاسترو (TX) - توم کول (OK) - Doug Collins (GA) - Chris Collins (NY) - مایک کانوی (TX) - پال کوک (CA) - جیم کوپر (TN) - جیم کوستا (CA) - تام کاتن (AR) - Rick Crawford (AR) - آندر کارنشو (FL) - هنری کولر (TX) - جان کالبرسن (TX) - دنی دیویس (CA) - John Delaney (MD) - جف دنهام (CA) - چارلی دنت (PA) - ماریو دیاز-بالرت (FL) - تیمی دوکورث (IL) - رن المرس (NC) - الیوت انگل (NY) - ویلیام انیرت (IL) - الیزابت استی (CT) - بیل فلورس (TX) - رندی فوربس (VA) - جف فورتنبری (NE) - Bill Foster (IL) - ویرجینیا فاکس (NC) - لوئیس فرانکل (FL) - ترنت فرنکس (AZ) - رادنی فرلینگویسن (NJ) - پت گلگو (TX) - جوی گارسیا (FL) - جیم گرلچ (PA) - باب گیببس (OH) - فیل گینگری (GA) - باب گودلت (VA) - کی گرانگر (TX) - سام گریوز (MO) - ال گرین (TX) - Michael Grimm (NY) - برت گوثری (KY) - لوئیس گویتیارز (IL) - کالین هانبوسا (HI) - Richard Hanna (NY) - گرگ هارپر (MS) - ویکی هرتزلر (MO) - داک هستینگس (WA) - جوی هک (NV) - دننیس هک (WA) - جب هنسارلینگ (TX) - بریان هیگنس (NY) - جیم هیمس (CT) - روبن هینیوسا (TX) - جرج هولدینگ (NC) - ستنی هویر (MD) - ریچارد هادسن (NC) - دونکان دی. هانتر (CA) - Robert Hurt (VA) - استیو اسرائیل (NY) - درل عیسی (CA) - شیلا جکسون-لی (TX) - هنک جانسون (GA) - Eddie Johnson (TX) - سام جانسون (TX) - David Joyce (OH) - مرکی کپتور (OH) - رابین کلی (IL) - Mike Kelly (PA) - Joe Kennedy (MA) - دریک کیلمر (WA) - ران کیند (WI) - استیو کینگ (IA) - Peter King (NY) - آدام کینزینگر (IL) - آن کریکپاتریک (AZ) - John Kline (MN) - آن مک‌لین کاستر (NH) - لئونارد لنس (NJ) - جیمز لانوین (RI) - جیمز لنکفرد (OK) - ریک لارسن (WA) - توم لثام (IA) - باب لاتا (OH) - سندر لوین (MI) - دن لیپینسکی (IL) - فرانک لوبیندو (NJ) - بیلی لانگ (MO) - نیتا لوی (NY) - فرانک لوکاس (فروشنده مواد مخدر) (OK) - بلین لوتکمیر (MO) - شان پاتریک مالنی (NY) - تام مارینو (PA) - جیم مثسن (UT) - Kevin McCarthy (CA) - مایکل مکول (TX) - مایک مک‌اینتیر (NC) - بوک مکئون (CA) - دیوید مک‌کینلی (WV) - گلوریا نگرت مکلئود (CA) - پات میهن (PA) - گرگوری میکس (NY) - گریس منگ (NY) - لوک مسر (IN) - Jeff Miller (FL) - کندیس میلر (MI) - Patrick Murphy (FL) - تیم مورفی (PA) - رندی نوگبائور (TX) - کریستی نوئم (SD) - دوین نونس (CA) - آلن نوننلی (MS) - پت اولسون (TX) - استیون پالزو (MS) - اریک پالسن (MN) - دونالد پین، جونیور (NJ) - نانسی پلوسی (CA) - Scott Peters (CA) - Gary Peters (MI) - کالین پترسن (MN) - رابرت پیتنجر (NC) - جوی پیتس (PA) - مایک پمپئو (KS) - David Price (NC) - Mike Quigley (IL) - Tom Reed (NY) - دیو ریچرت (WA) - جیم رناکی (OH) - اسکات ریجل (VA) - مارتا رابی (AL) - مایک دی. راجرز (AL) - هل راجرز (KY) - Mike Rogers (MI) - Tom Rooney (FL) - ایلینا روس-لهتینن (FL) - پتر روساکم (IL) - اید ریک (CA) - Raul Ruiz (CA) - جاون رونیان (NJ) - داچ روپرسبرگر (MD) - Tim Ryan (OH) - پل رایان (WI) - جان شاکوسکی (IL) - برد اشنایدر (IL) - الیسون شوارتز (PA) - Austin Scott (GA) - دیوید اسکات (GA) - پته سشنز (TX) - تری سول (AL) - جان شیمکوس (IL) - بیل شوستر (PA) - مایک سیمپسون (ID) - کیرستن سینما (AZ) - البیو سیرس (NJ) - لوی اسلاتر (NY) - آدرین اسمیت (NE) - لامار اسمیت (TX) - آدام اسمیت (WA) - استیو استیورس (OH) - مرلین ستوتزمن (IN) - لی تری (NE) - Thompson (CA) - Mike Thompson (CA) - پاتریک تیبری (OH) - دینا تیتوس (NV) - مایکل ترنر (OH) - فرد یوپتن (MI) - دیوید والادو (CA) - کریس وان هولن (MD) - یوان وارگاس (CA) - مارک ویسی (TX) - پته ویسکلسکی (IN) - آن وگنر (MO) - تیم والبرگ (MI) - گرگ والدن (OR) - جکی والورسکی (IN) - دبی وسرمن شولتز (FL) - دنیل وبستر (FL) - برد ونستروپ (OH) - لین وستمورلند (GA) - اد وایتفیلد (KY) - فردریکا ویلسون (FL) - رب ویتمن (VA) - Frank Wolf (VA) - استیو ومک (AR) - راب ودل (GA) - بیل یانگ (FL) - دان یانگ (IN) By State |

در سپتامبر ۲۰۱۲، سناتورها مارک یودال، ریچارد بلومنتال، رند پال و ران وایدن پیشنهادی برای «اصلاح جاسوسی گسترده» ارائه کردند. «لایحه اصلاحات نظارت و جاسوسی اطلاعاتی» که مشروحترین پیشنهاد ارائه شده تاکنون است، خواهان پایان دادن به جمع‌آوری عمده ارتباطات است که بخش ۲۱۵ لایحه میهن‌دوستی آن را قانونی کرده و دیگر «برنامه‌های جاسوسی الکترونیکی» است. وایدن به گاردین گفت که افشاگری اسنودن تغییر عظیمی در نحوه نگاه عمومی به سیستم جاسوسی ایجاد کرد. پیش‌نویس قانون ترکیبی از ۱۲ پیشنهاد مشابه علاوه بر دیگر پیشنهادهای قانونی بود.

## نقض آزادی‌های مدنی و حقوق بین‌المللی
- سانسور مطبوعات: مقامات دولت بریتانیا به‌طور محرمانه یک اخطار امنیت ملی برای بنگاه‌های خبری متعدد به هدف محدود کردن آن‌ها را برای گزارش در مورد این افشاگری صادر کردند.[۵۹] همچنین ارتش آمریکا اعلام کرد سایت روزنامه گاردین را مسدود کرد تا از دسترسی پرسنل خود به اخبار و محتوای آنلاین مربوط به این افشاگری جلوگیری کند.[۶۰]
- بازداشت بدون اتهام: دیوید میراندا، شریک «گلن گرینوالد» (روزنامه‌نگاری که اسنودن اسناد را به او داده بود) در ۱۸ اوت ۲۰۱۳ تحت قانون تروریسم سال ۲۰۰۰ بریتانیا، در حال بازگشت از برلین بدون هیچگونه اتهامی بازداشت شد. میراندا ۹ ساعت در بازداشت به سر برد و پس از ضبط تلفن همراه، لپ‌تاپ و دوربینش و وادار شدن به افشای گذرواژه رایانه شخصی، تلفن همراه و دستگاه‌های ذخیره‌سازی رمزگذاری شده‌اش، آزاد شد. گرینوالد بازداشت میراندا را «ارسال پیام ارعاب آشکاری برای کسانی که در مورد آژانس امنیت ملی و ستاد ارتباطات دولت افشاگری کرده‌اند» توصیف کرد.[۶۱][۶۲][۶۳][۶۴] وزیر روابط خارجی برزیل گفت که بازداشت میراندا «قابل توجیه نیست.»[۶۵]
- تخریب شواهد: یکی از نویسندگان روزنامه گاردین گفت: این روزنامه از سوی دولت بریتانیا تهدید قانونی شده بود تا تمام اسناد افشا شده توسط اسنودن را تسلیم کند. مقامات امنیتی از «ستاد ارتباطات دولت» بعدتر به دفتر مرکزی روزنامه گاردین در لندن آمدند تا اطمینان حاصل کنند که تمام دیسک‌های سخت رایانه‌ای حاوی اسناد اسنودن از بین برده شده‌است.[۶۶][۶۷]
- ویرایش متن مصاحبه: پس از آنکه جان دلونگ، یکی از مدیران آژانس امنیت ملی با واشینگتن پست در مورد این افشاگری مصاحبه کرد کاخ سفید بیانیه «آماده» ای به این روزنامه فرستاد و دستور داد که «هیچ‌یک از اظهارات دلونگ نمی‌تواند به نقل از او بیان شود.»[۶۸]
- فرود اجباری هواپیمای رئیس‌جمهور بولیوی: پس از آن‌که از ورود هواپیمای رئیس‌جمهور بولیوی اوو مورالس به مرز هوایی کشورهای اروپای غربی ممانعت به عمل آمد و هواپیمای او مجبور به تغییر مسیر شد و از اتریش رد شود، و سپس مجبود به فرود اجباری شد، به گمان این‌که ادوارد اسنودن در این هواپیماست، پنج کشور آمریکای لاتین - بولیوی، کوبا، اکوادور، نیکاراگوئه و ونزوئلا - نگرانی‌های خود را به دبیرکل سازمان ملل متحد بان کی‌مون ابراز کردند.[۶۹]

در ۱۹ ژوئیه ۲۰۱۳ دیدبان حقوق بشر در نامه‌ای که به دولت اوباما فرستاد خواستار آن شد که آمریکا اجازه دهد تا شرکت‌های درگیر در شنود آژانس امنیت ملی در مورد این فعالیت‌های خود گزارش دهند و نیز خواستار افزایش شفافیت حکومت آمریکا شدند.
در ۱۸ اوت سال ۲۰۱۳، سازمان عفو بین‌الملل اظهار داشت که اگر روزنامه‌نگاران استقلال خود را حفظ کنند و گزارش‌های انتقادی در مورد دولت‌ها منتشر کنند. آن‌ها ممکن است هدف حملات دولت بریتانیا قرار بگیرند.
در ۲۰ اوت ۲۰۱۳ «شاخص سانسور» اعلام کرد که «تهدید به اقدام قانونی» علیه گاردین توسط دولت بریتانیا «حمله مستقیم به آزادی رسانه در بریتانیا» بوده‌است.